# Ханс Хайнрих X фон Хохберг
Ханс Хайнрих X фон Хохберг (на немски: Hans Heinrich X. Fürst von Pless, Graf von Hochberg, Freiherr von Fürstenstein; * 2 декември 1806 в Берлин; † 20 декември 1855 в Берлин) е 1. княз Княжество Плес, граф фон Хохберг, фрайхер на Фюрстенщайн (Бавария), миньорски индустриалец, пруски генерал и политик.
Той е син на граф Ханс Хайнрих VI фон Хохберг, фрайхер фон Фюрстенщайн (1768 – 1833) и съпругата му принцеса Анна Емилия фон Анхалт-Кьотен-Плес (1770 – 1830), наследничка на господството Плес/Пшчина, единствената дъщеря на княз Фридрих Ердман фон Анхалт-Кьотен-Плес (1731 – 1797) и графиня Луиза Фердинанда цу Щолберг-Вернигероде (1744 – 1784).
Брат е на Луиза (1804 – 1851), омъжена 1827 г. за граф Едуард фон Клайст, фрайхер цу Цюцен (1795 – 1852), и на близначката му Шарлота (1806 – 1882), омъжена 1835 г. за граф Фридрих фон Щолберг-Вернигероде (1804 – 1865).
Като внук на първия княз от линията Анхалт-Кьотен той наследява през 1847 г. титлата княз от измрялата линия  Анхалт-Кьотен-Плес. През 1848 г. той получава от Фридрих Вилхелм IV пруската титла княз фон Плес.
Княз Плее е маршал на Ландтага на Силезия и член на пруската Първа камера. През 1854 г. той е за една година президент на новооснования „Пруски Херенхауз“.
Той умира на 49 години на 20 декември 1855 г. в Берлин.

## Фамилия
Ханс Хайнрих X фон Хохберг се жени на 6 юни 1832 г. в Котцен за Ида фон Щехов (* 25 март 1811, Берлин; † 30 септември 1843, Луцерн), дъщеря на Фридрих Лудвиг Вилхелм фон Щехов (1771 – 1839/1859) и фрайин Каролина фон дер Реке (1772 – 1835). Те имат децата:
- Ханс Хайнрих XI (* 10 септември 1833, Берлин; † 14 август 1907 в дворец Албрехтсберг в Дрезден), княз и херцог, женен I. на 15 януари 1857 г. в Цютцен за Мария фон Клайст (* 1 декември 1828; † 17 януари 1883), II. на 27 февруари 1886 г. за бургграфиня и графиня Матилда Урсула цу Дона-Шлобитен (* 20 август 1861; † 15 януари 1943)
- Ханс Хайнрих XII Максимилиан (*/† 1835)
- Ханс Хайнрих XIII Конрад (* 13 август 1837; † 10 декември 1858)
- Анна Каролина (* 23 юли 1839, Фюрстенщайн; † 14 март 1916, Дрезден), омъжена I. на 6 юни 1858 г. в Плес за принц Хайнрих XII Ройс-Кьостриц (* 8 март 1829; † 15 август 1866), II. на 25 септември 1869 г. за брат му Хайнрих XIII Ройс-Кьостриц (* 18 септември 1830; † 3 януари 1897), синове на Хайнрих LXIII Ройс-Кьостриц
- Ханс Хайнрих XIV Болко фон Хохберг (* 23 януари 1843; † 1 декември 1926, Бад Залцбрун), граф, женен на 2 септември 1869 г. в Заабор за принцеса Елеонора фон Шьонайх-Каролат (* 25 май 1848; † 4 февруари 1923)

Ханс Хайнрих X фон Хохберг се жени втори път на 29 януари 1848 г. за по-голямата сестра на първата му съпруга Аделхайд фон Щехов (* 25 септември 1807, Коцен; † 24 август 1868, Дцивентлине до Нойшлос), вдовица на Ернст Карл фон дер Декен (1796 – 1846).